# Prefica

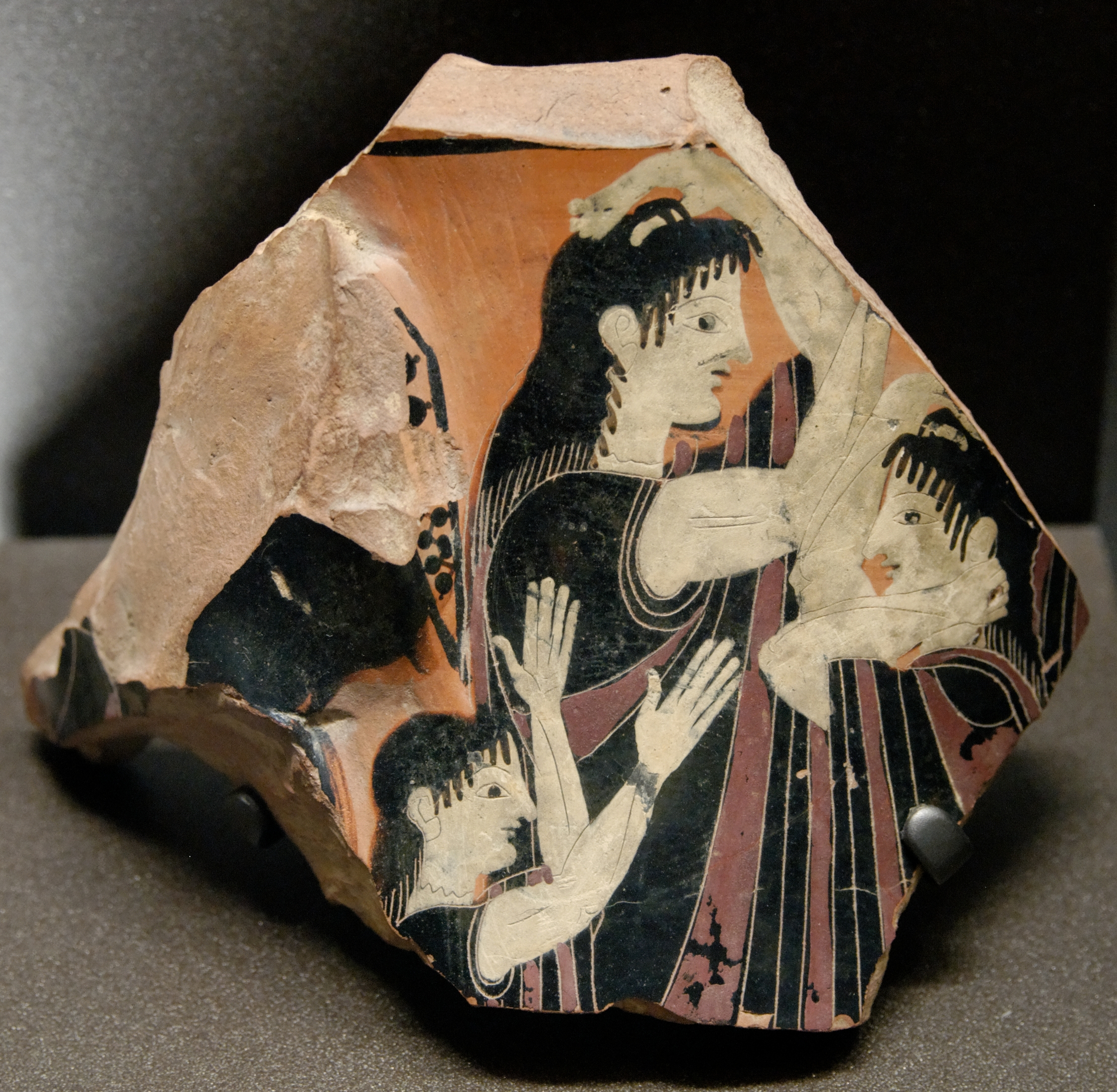
Prefiche su un frammento ceramico attico, 535–525 a.C. circa

La prèfica (in latino praefica), nel mondo antico, era una donna pagata per piangere ai funerali.

## Antichità
Sono documentate fin dall'Antico Egitto. Nell'antica Roma, durante il corteo funebre, precedevano il feretro stando dietro i portatori di fiaccola: con i capelli sciolti in segno di lutto cantavano lamenti funebri e innalzavano lodi al morto, accompagnate da strumenti musicali, a volte graffiandosi la faccia e strappandosi ciocche di capelli.
L'uso, citato già da Omero, fu proibito a Roma, nei suoi eccessi, dalla legge delle XII tavole. Si mantenne tuttavia anche in epoca cristiana, sebbene osteggiato dalle gerarchie ecclesiastiche. L'uso fu condannato in un'omelia di Giovanni Crisostomo.

## Italia moderna
L'uso di persone che piangono i morti era praticato ancora in tempi recenti nell'Italia meridionale e si è conservata almeno fino agli anni '50 ad esempio nei paesi del Salento dove esistevano le "chiangimuèrti" o "rèpute" e dove si sono tramandate delle famose nenie di origine greca; queste donne entravano nella casa del defunto e iniziavano a gridare disperatamente. Subito dopo iniziavano a cantare le lunghe cantiche, in cui non si disdegnava il richiamo ad antiche figure mitologiche greche, tra le quali spiccano Caronte e Tanato; le prefiche grike provenivano soprattutto da Martano. A Calimera si ricorda la figura di Lucia Martanì (proveniente da Martano), donna martanese residente a Calimera. Le ultime rèpute di cui si abbia conoscenza furono Cesaria e Assunta de Matteis, anche loro di Martano, i cui lamenti furono raccolti da Luigi Chiriatti. Il documentario "Stendalì - Suonano ancora" diretto da Cecilia Mangini, con il soggetto di Pier Paolo Pasolini riprende uno degli ultimi riti di canto funebre.
Segnalazioni della sopravvivenza di tale uso ancora a fine anni Settanta del Novecento si riscontravano in situazioni familiari meno abbienti nei paesi del basso Salento, nella zona del Capo di Leuca: a Surano, Nociglia, Spongano, Diso ecc. dove venivano ancora denominate alternativamente prefiche o chiancimorti/chiancirunguli. In altre regioni del Sud in tempi ancora più recenti per esempio in Calabria, dove ancora alla fine degli anni ottanta, in alcuni paesi di montagna dell'entroterra vibonese e del cosentino, era possibile assistere a tali strazianti scene, e in Basilicata.
In Sardegna, specialmente in alcune zone dell'interno, le donne (non necessariamente parenti ma spesso dell'ambito familiare) erano dedite al cosiddetto rito chiamato "atìtu" o "atìtidu" in lingua sarda. Si piangeva il defunto tessendone le lodi, esaltando la disperazione per la perdita, senza peraltro esserne richiesti dai congiunti del defunto, solo per una semplice forma di partecipazione collettiva al lutto. Le "atitadoras" (termine che designa prefiche in lingua sarda) potevano alle volte ricevere un compenso.
Anche nel Nord Italia, fino al secondo dopoguerra, venivano impiegati bambini nei funerali - soprattutto orfani accolti in istituti religiosi, dietro compenso per l'istituto di appartenenza: si ponevano gli orfanelli a camminare, e possibilmente piangere, subito dietro al feretro. Nel sud Italia, particolarmente a Putignano, l'usanza di far seguire i funerali di persone facoltose da parte di orfanelli è cessata soltanto nel 1969 per l'intervento del Pretore di quel mandamento.
Il rito dei lamenti funebri è stato studiato dall'antropologo ed etnografo italiano Ernesto de Martino, in quanto traccia di una cultura popolare subalterna non cristiana.